# Templo de Afaia

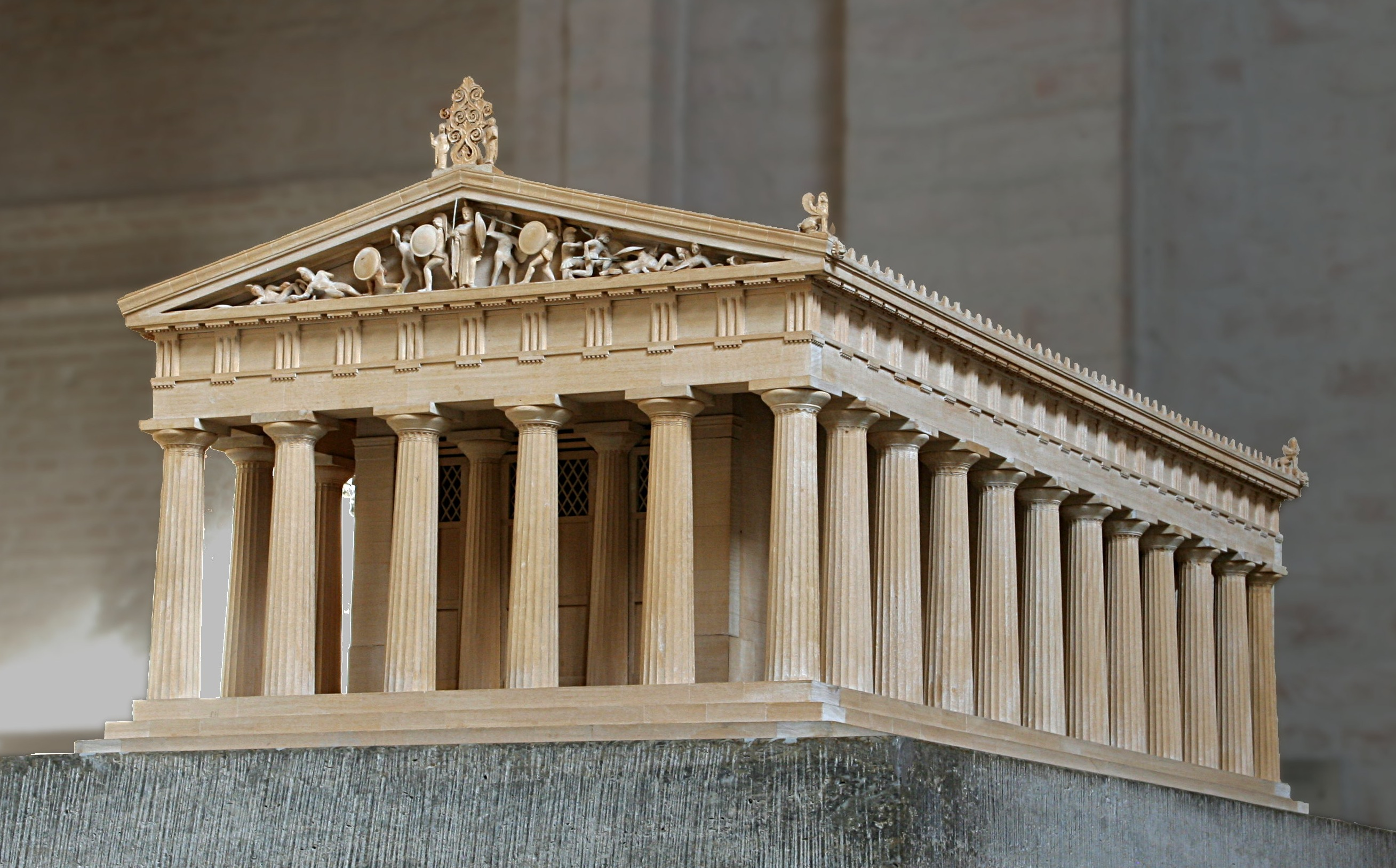
Maquete do templo de Afaia na Gliptoteca de Munique

O templo de Afaia, de ordem dórica, é um dos três templos do chamado triângulo sagrado do Partenon, Sunião e Afaia. Está situado na ilha argossarônica de Egina. Foi durante muito tempo considerado como o templo de Zeus Pan-helênico, depois como de Atena. Ainda é chamada, por vezes, de Atena Afaia (Atenea Afaia). Data de final do século VI a.C. ou do princípio do V a.C., e considera-se que situa-se entre os períodos arcaico e clássico da arte grega. Seus célebres frontões são conservados na Gliptoteca de Munique.

## Descrição

### Mitologia
Afaia está identificada com a ninfa cretense Britomártis por Pausânias e Antonino Liberal. Ela seria filha de Leto, e portanto meio-irmã de Apolo e Ártemis. A ela é atribuída a invenção das redes de caça. Muito bela, foi perseguida sem cessar pelos homens. Minos foi dos que a teriam cobiçado, e fugindo dele lançou-se ao mar, mas foi recolhida pelas redes de um pescador, que por ela se enamorou.
Sua meio-irmã e protetora, Ártemis, a fez desaparecer: foi então convertida em Afaia, a Invisível. O templo foi erguido no local em que teria se passado seu desaparecimento.

### Situação

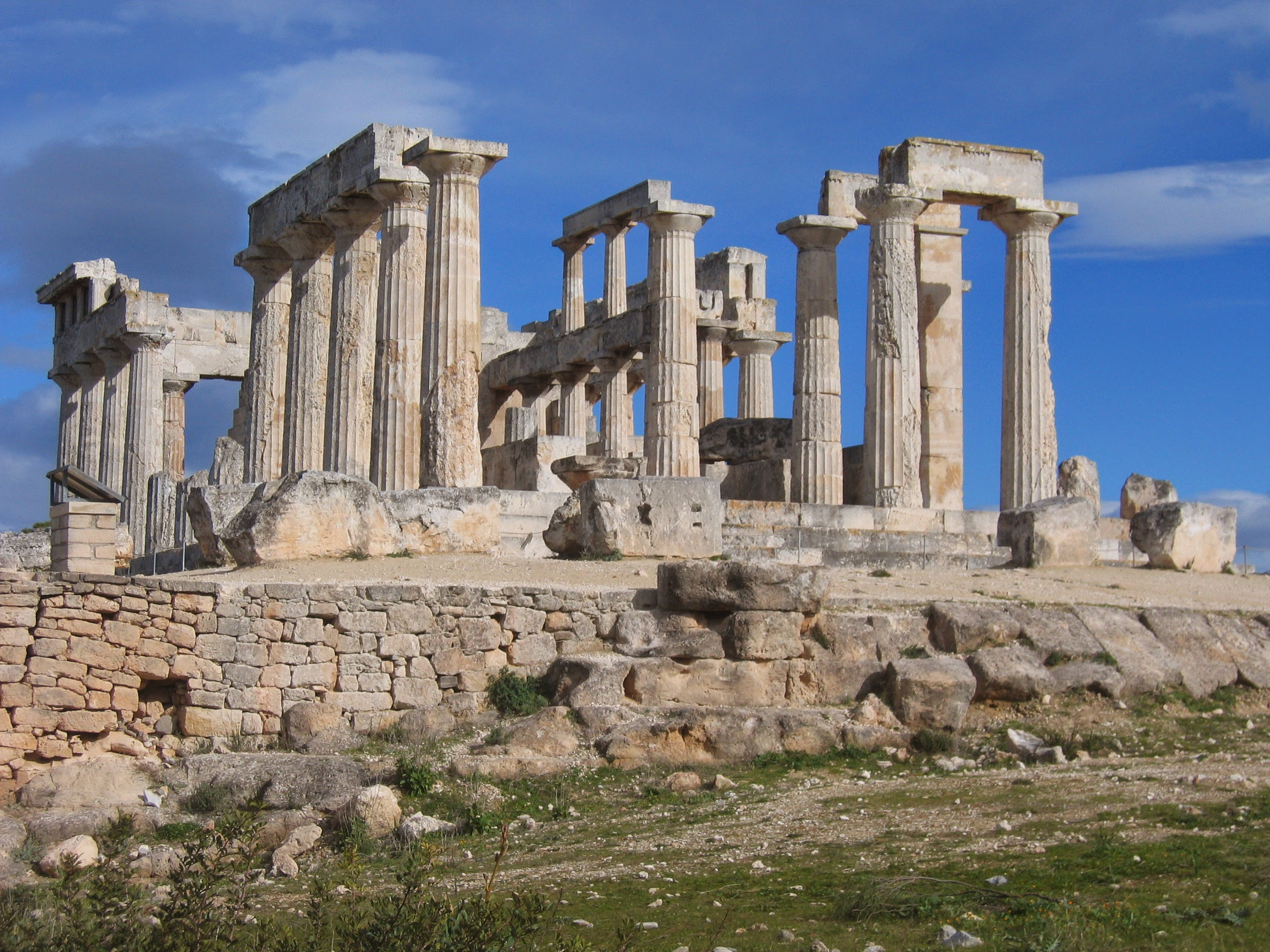
Templo de Afaia: os dois pisos

O templo de Afaia está instalado no topo de uma colina onde se rendia, a partir do século XIII a.C., culto a uma divindade feminina, como indicam estatuetas femininas micênias encontradas no sítio arqueológico local. O santuário está rodeado por muro períbolo. Sobre o terraço artificial, a sudoeste do templo , se pode ver os restos das vivendas dos sacerdotes, assim como locais para banhos das purificações rituais.
O altar, que tinha doze metros de largura, estava, como era usual, no exterior do templo, ao leste.
Três edifícios se sucediam para cima nesta colina arborizada: um santuário que data do final do século VII a.C. ou começo do século seguinte. Um edifício maior, que data de 570-560 a.C. e destruído pelo fogo; e, por fim, o templo atual, erigido entre 500 e 450 a.C., seguramente após a batalha de Salamina. O templo havia sido abandonado depois da expulsão dos eginenses pelos atenienses, em 431 a.C..
Durante muito tempo se considerou que um templo tão belo não poderia estar consagrado senão a Zeus Pan-helênico, opinião que prevaleceu em princípios do século XIX no Ocidente, influenciada pela cultura latina. Em finais do século, porém, não se considerava que fosse dedicado a Zeus, e sim a Atena. Foi preciso esperar que escavações alemãs, dirigidas por Adolphe Furtwängler (que morreu de febre contraída durante as escavações) em 1901-1903, e a descoberta de um relevo votivo a Afaia, para determinar sua atribuição definitiva. A despeito disso, o templo ainda costuma ser denominado de Atena Afaia.

## O edifício

Plano (antigo) do santuário (Guide Joanne 1911, segundo Furtwangler)

O edifício é de pedra calcária local. Mede 13,80 m por 28,50m.
Repousa sobre uma estereóbata de três escalões. Tinha um períptero e hexastilo (pórtico em seis colunas) dórico - ou seja: possuía doze colunas de lado e seis em cada fachada. As colunas exteriores tinham altura de 5,271 m (24 das 32 colunas originais ainda estão de pé) e com três pés dóricos (93 cm) de diâmetro na base, e com uma separação de oito pés dóricos. Todas as colunas exteriores eram monoblocos, além de três do lado norte, constituídas por tambores (peças cilíndricas), aparentemente por motivo de facilitar a construção do interior. A arquitrave está praticamente toda conservada, enquanto o entablamento foi restaurado nos dois lados, norte e oeste, com a recuperação dos tríglifos, das métopas e da cornija.
O sekos (interior) estava (segundo os cânones arquitetônicos) dividido em dois: um cela com seu pronau e um opistódomo com duas colunas in antis. No pronau estavam expostos os esporões dos trirremes sâmios, capturados em Sídon. Ainda se vê nas colunas as marcas da grade que fechava o templo. A originalidade da cela repousa nos pisos interiores. Ali, duas colunatas, com cinco colunas de cada lado, coroadas por uma nova colunata, sustentavam o teto.
A estátua da deusa se localizava no centro da cela. Esta havia sido feita em ouro e marfim (criselefantino). Ainda se vêem os orifícios da grade de madeira que protegia a estátua. O opistódomo, na parte posterior, continha o que seriam mesas de mamposteria (recebimento de esmolas para os cativos).

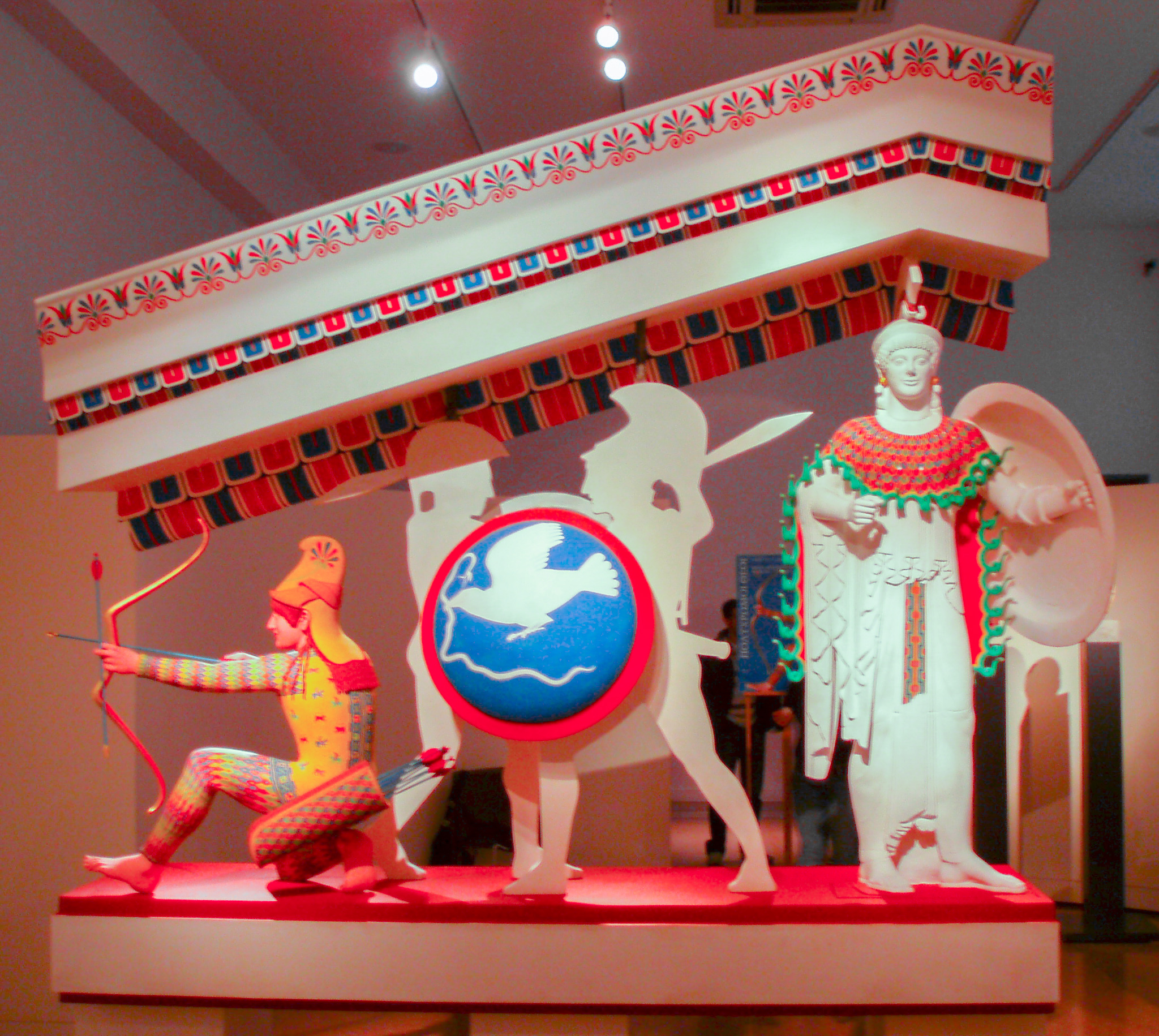
Reconstituição da decoração policromática de algumas estátuas do frontão ocidental do templo (Exposição «Bunte Götter», Munique, 2004)

Resquícios de pintura (cobertura de estuque vermelho sobre o solo do sekos, por exemplo) são visíveis ainda nalgumas partes. O templo de Afaia em Egina, junto ao templo de Hefesto, é a prova da policromia nos templos antigos, ao invés do branco das estátuas e ruínas que hoje se vêem.
O teto teria sido de mármore de Paros, enquanto o resto do edifício seria de pedra calcária.
Uma restauração reergueu uma parte das colunas e do entabulamento, entre 1956-1960.

## A descoberta dos frontões
No marco sul de sua Grand Tour, empreendida para completar a formação como arquiteto, Charles Robert Cockerell chegou a Atenas em 1811. Foi considerado, então, como um dos mais afortunados pioneiros da arqueologia grega. Com efeito, quando escavou em Egina, em abril daquele ano, no que chamavam "templo de Zeus Pan-helênico", descobriu dezesseis estátuas representativas de um período da arte grega até então desconhecido: o de transição entre os períodos arcaico e clássico. 
O modo como se desenrolou esta descoberta é muito representativo do funcionamento arqueológico da época. O trabalho de Cockerell e de seus amigos do Xéniéon (um grupo de jovens arqueólogos entusiastas): John Foster, o barão Karl Haller von Hallerstein e Jacob Linckh, foi uma combinação de viagem turística, arqueologia visual, depredação e arqueologia científica. O estudo foi em primeiro lugar uma observação do templo em seu aspecto mais visível: a arquitetura, razão da viagem de Cockerell à Grécia. Assim ele relatou:

«O porto é muito pitoresco. Deixamos a cidade para ir ao templo de Júpiter, com os operários para ajudar a mover as pedras, em seguida. Nos instalamos numa caverna, que devia ser a caverna de um oráculo sagrado.
 Os mares ao redor da ilha estão infestados de piratas, que têm havido sempre (...) mas que nunca se atreveram a nos atacar (...) pois nosso grupo, com os criados e janízaros era demasiado forte para ser atacado.
 Quando o trabalho do dia finalizava, os cordeiros eram assados sobre um grande fogo, acompanhados de música nativa, cantos e bailes.(...)
 Ao cabo de alguns dias, havíamos aprendido tudo que podíamos desejar da construção, do estilóbato até as telhas»

Foi então que fizeram o descobrimento fortuito de um tesouro artístico inesperado:

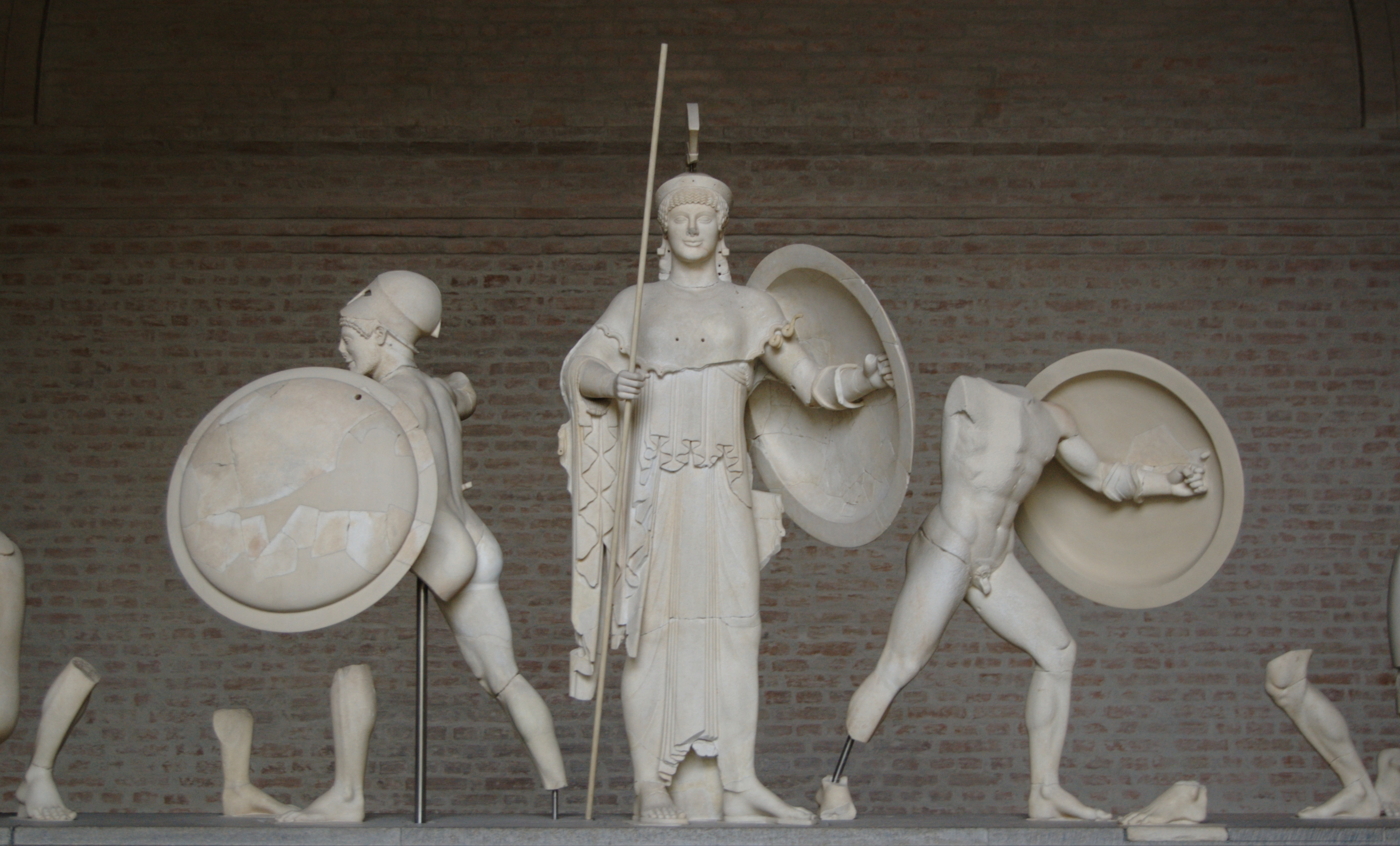
Detalhe do frontão oeste do templo de Afaia: Atena ao centro, Ájax à sua direita (portando um escudo) e um troiano à sua esquerda (mármore de Paros, c. 490 a

«No segundo dia um dos operários encontrou, no segundo pórtico, um pedaço de mármore de Paros, o que chamou sua atenção, pois o templo era de pedra. Revelou ser um guerreiro com um escudo. Estava deitado, o rosto voltado para o alto, e à medida que suas partes surgiam, fomos tomados por uma excitação inimaginável.
 Pouco depois outra cabeça foi descoberta, logo uma perna, braços, todos no melhor estado de conservação possível, a menos de três pés abaixo da superfície. Parece incrível, considerando o número incalculável de visitantes que vêm a ver o templo, que estes objetos tenham permanecido tanto tempo escondidos.»

Seu relato nos dá detalhes sobre os sítios precisos das descobertas. Mas faltam os rigores científicos. Desses derivaram os erros de reconstrução, no século XIX, quando as estátuas foram expostas na Gliptoteca de Munique. Foi um símbolo da depredação das obras de arte, consideradas sob o ponto de vista da beleza. A compra das pedras foi negociada com a população local, que as cedeu por 800 piastras. Foram adquiridas, depois, por Luís I da Baviera aos Xênios pela soma de 130 000 piastra - ou 100 000 francos de então. As estátuas têm estado sempre na Gliptoteca de Munique, despojadas das restaurações acrescidas em Roma pelo escultou neo-clássico Bertel Thorvaldsen.
Cockerell fez ainda outra descoberta muito importante no templo de Afaia, em dezembro de 1811, quando voltou à ilha para concluir seus desenhos. Observou «um fenômeno dos mais curiosos que havia escapado a James Stuart e ao mais acurados dos observadores, com efeito, é tão delicado que não se mede, não é distinguível a um simples olhar».
Este fenômeno é a éntasis - ou correção da ilusão de óptica que dá um aspecto côncavo às colunas. Queixou-se ao seu mestre Robert Smirke de não haver podido fazer um trabalho mais minucioso, mas as medidas obtidas são extremamente precisas: a coluna se aparta da linha direita em 17 pés e 2 polegadas de altura, e com 6 pés de altura o desvio é de meia polegada. 
Furtwängler descobriu os restos de um frontão oriental mais antigo que o desenterrado por Cockerell. Este frontão havia sido destruído pouco antes, em 487 a.C., ou pelos persas ou pelos eginetas favoráveis de Atenas, ou por um raio. Outra hipótese, levantada por Brunilde Ridgway, seria que o primeiro frontão ocidental do templo havia sido um híbrido: estátuas de mármore e acessórios de bronze. Mas o resultado final, sobretudo em comparação com o frontão ocidental, totalmente em mármore, não havia sido satisfatório, daí a vontade em se esculpir um novo frontão. Foi substituído pelo que se pode ver em Munique.

## Os frontões
Cockerell e seus amigos, em 1811, não sabiam que eram estes mármores dos frontões que acabavam de descobrir, nem a que período poderiam pertencer, mas os julgaram de qualidade: «Nosso pequeno comitê de artistas as considera como de nível equivalente aos vestígios do Partenon, e muito seguramente em segundo lugar depois do Apolo Belvedere e do Laocoonte.»

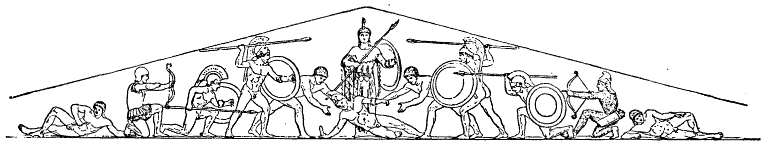
Restauração (com as intervenções de Thorvaldsen) do que se imaginava ser o frontão ao fim do século XIX

Estão considerados como os mais belos exemplos de escultura da transição entre os períodos arcaico e clássico. Foram realizados em mármore de Paros e representam aos deuses em um combate contra Troia. Cada combate se desenvolve na presença de Atena, personagem situada ao centro. É por esta razão que o templo era chamado de Atena-Alfaia. Uns eginetas estão também presentes: Télamon, a leste e os dois Ajax (o Grande, Rei de Salamina e Ajax o Menor, rei da Fócida), a oeste. Esta presença de heróis eginetas poderia recordar a participação heroica da ilha na batalha de Salamina. A data dos frontões reforça a verossimilhança desta hipótese.
O frontão leste representa um combate do assédio de Hércules contra Laomedonte. Consta de onze estátuas. O personagem central é Atenas, que marcha a partir da direita, com seu rosto virado para o espectador. Atenas esgrime com a égide contra um troiano situado à sua esquerda e que perdeu seu escudo, que outro grego lhe traz.

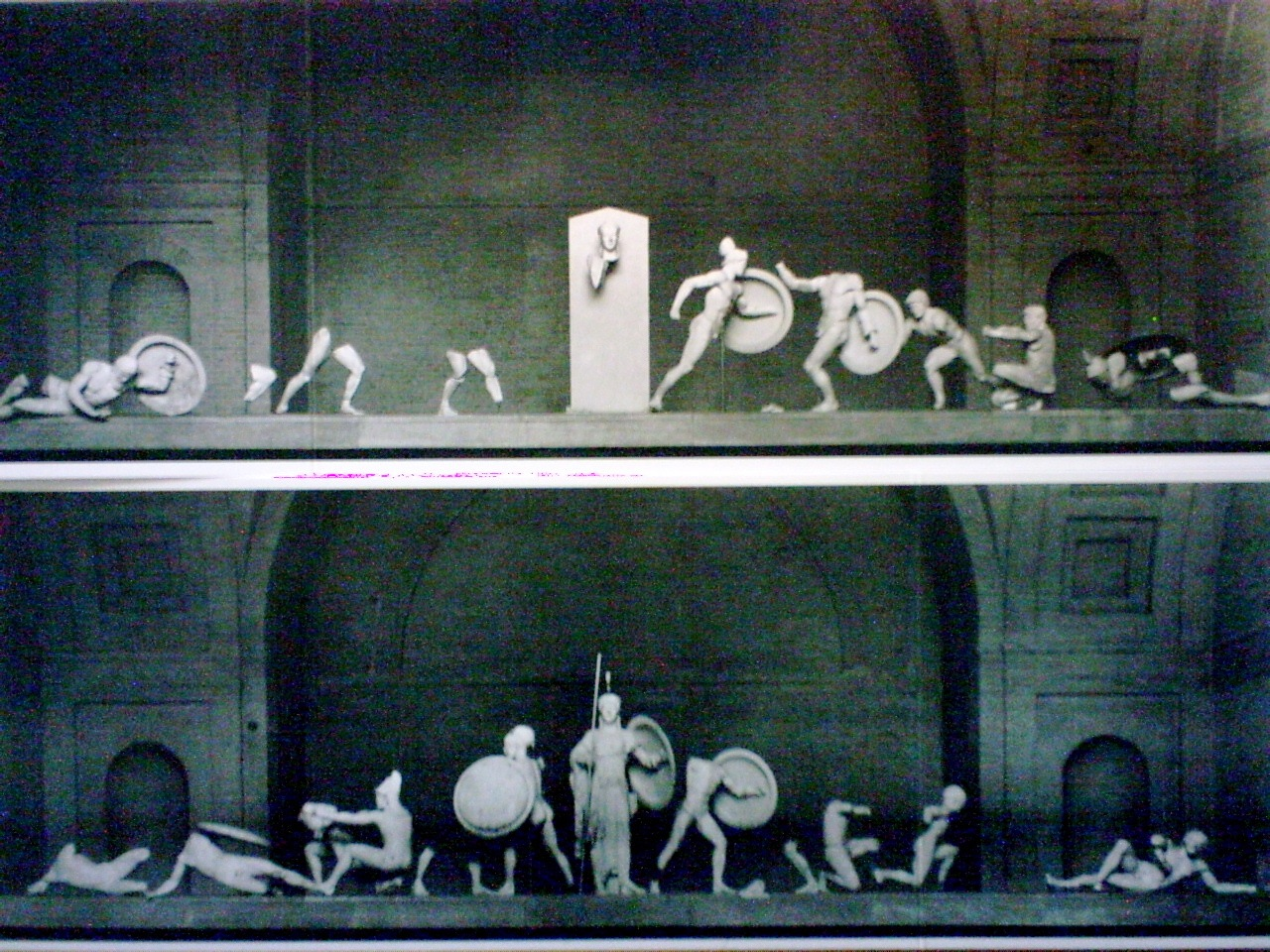
Os frontões de Afaia tal como estão apresentados em Munique:
acima o frontão leste - abaixo o frontão oeste

Mais distantes, Hércules, reconhecível por sua pele de leão, lança suas flechas até o exército troiano. Tinha ferido Laomedonte, que morre. Atrás do herói, um guerreiro grego agoniza, ferido pelas flechas do arqueiro troiano, que responde simetricamente ao arqueiro Hércules. Esta organização está relacionada com a forma do frontão. À direita de Atenas, Télamon persegue a um troiano que foge dos seus golpes, enquanto outro troiano trata de ajudá-lo. Em seguida há um arqueiro e um ferido (ou morto)
Uma reconstituição do frontão leste pode ser vista em Perseu
O frontão oeste representa um combate durante o cerco de Agamenon. Contém treze estátuas e dois objetos. Atenas está no centro e observa o espectador. À sua esquerda, um combate entre um troiano e um grego. Teucro, atirando com seu arco, feriu ao troiano de sua esquerda. Outro corpo se encontra na extremidade do frontão. À direita de Atenas, Ajax ataca a um troiano. Junto, o arqueiro é identificado como Páris. Depois se encontra um guerreiro ajoelhado, um escudo e, por fim, na quina, um capacete.
Uma reconstituição do frontão oeste pode ser vista em Perseu.
A transição entre o estilo arcaico e o clássico se vê principalmente no frontão leste. Dispõe-se de duas versões deste frontão. Quando o primeiro, esculpido na mesma data do frontão oeste (fim do século VI a.C.) foi destruído, foi substituído pelo que se pode ver em Munique e que seria obra de Onatas. Os fragmentos do primeiro frontão que foram encontrados estão ainda caracterizados pelo célebre sorriso arcaico. As estátuas do segundo frontão são esculpidos, inclusive as partes não destinadas a ser vistas, como nos mármores do Partenon. Os detalhes são também muito trabalhados.